# 豊田北郵便局
豊田北郵便局（とよたきたゆうびんきょく）は愛知県豊田市にある郵便局。民営化前の分類では集配普通郵便局であった。

## 概要
住所：〒470-0399 愛知県豊田市四郷町森前185

## 沿革
- 1880年（明治13年）3月1日 - 四郷（しごう）郵便局（五等）として開設[1]。
- 1884年（明治17年）1月 - 貯金取扱を開始。
- 1899年（明治32年）12月16日 - 為替取扱を開始。
- 1909年（明治42年）6月1日 - 猿投（さなげ）郵便局に改称。
- 1955年（昭和30年）9月1日 - 石野郵便局から集配業務を移管[2]。
- 1965年（昭和40年）11月27日 - 電話交換業務を猿投電報電話局に、和文電報配達業務を猿投電報電話局および藤岡郵便局にそれぞれ移管。
- 1967年（昭和42年）9月1日 - 特定郵便局から普通郵便局に局種別改定。
- 1980年（昭和55年）8月25日 - 豊田北郵便局に改称。
- 1980年（昭和55年）9月 - 局舎新築。
- 1999年（平成11年） - 外国通貨の両替および旅行小切手の売買に関する業務取扱を開始。
- 2007年（平成19年）10月1日 - 民営化に伴い、併設された郵便事業豊田北支店に一部業務を移管。
- 2012年（平成24年）10月1日 - 日本郵便株式会社発足に伴い、郵便事業豊田北支店を豊田北郵便局に統合。

## 取扱内容
- 郵便、印紙、ゆうパック、内容証明
- 貯金、為替、振替、振込、国際送金、外貨両替・トラベラーズチェック、国債、投資信託
- 生命保険、バイク自賠責保険、自動車保険
- 地方公共団体事務（豊栄交通バス定期券、回数券の販売）
- ゆうちょ銀行ATM
- 「470-03xx」区域（豊田市（合併以前からの豊田市域の一部））の集配業務
- ゆうゆう窓口

## 周辺
- 愛知県立猿投農林高等学校
- 籠川

## アクセス
- 愛知環状鉄道・愛知環状鉄道線 四郷駅から南東へ約800m（徒歩約9分）
- 名鉄三河線 猿投駅から南西へ約1.5km（徒歩約18分）
- 名鉄豊田線 上豊田駅から北東へ約2km（徒歩約25分）
- とよたおいでんバス 四郷停留所もしくは斉藤病院バス停下車
- 東海環状自動車道 豊田勘八ICから西へ約4km
- 国道419号沿い
- 駐車場あり：全18台分を用意